# 栗腹秧鸡
栗腹秧鸡（学名：Eulabeornis castaneoventris）是秧鸡科栗腹秧鸡属下的唯一物种，它发现于阿鲁群岛和澳大利亚北部，栖息于亚热带及热带的红树林。